# Franck Béria
Pour les articles homonymes, voir Béria.
Franck Béria, né le 23 mai 1983 à Argenteuil, est un footballeur français. Il évolue au poste de défenseur du début des années 2000 au milieu des années 2010.
Formé au FC Metz, il joue ensuite au LOSC Lille avec qui il réalise le doublé Coupe-championnat en 2011. Il met fin à sa carrière en juin 2017 et devient directeur adjoint du LOSC.

## Biographie
D'origine malgache, Béria passe par le Racing Club de France, puis est préformé à l'INF Clairefontaine avant d'intégrer le centre de formation du FC Metz. Avec le club messin, il remporte la Coupe Gambardella 2000-2001 face au SM Caen (2-0). Il inscrit le premier but de la finale en reprenant de la tête un coup franc repoussé par la barre transversale. Il gagne aussi la finale de la Coupe nationale des moins 17 ans quelques semaines plus tard face aux Girondins de Bordeaux (2-1).
Formé au poste de défenseur central, il débute en tant que latéral droit. Peu utilisé lors des précédentes saisons, 26 matchs disputés entre la saison 2001-2002 et 2004-2005, Franck joue 32 puis 34 matchs lors des saisons 2005-2006 et 2006-2007.
Lors de l'été 2007, après avoir fait remonter le club lorrain en L1, il s'engage avec Lille, où il retrouve son ami Ludovic Obraniak. Son surnom au FC Metz était « Le Malgache ». Au LOSC, Franck Béria brille par sa polyvalence, évoluant en fonction des situations et des blessés au poste de défenseur central en partenariat avec Adil Rami, de latéral gauche ou d'arrière gauche. Il est par exemple utilisé comme arrière gauche par Rudi Garcia avant d'évoluer à droite sous les ordres de René Girard. En janvier 2010, c'est en palliant l'absence d'Aurélien Chedjou parti à la CAN en tant que défenseur central qu'il marque son premier but de la saison de la tête face au PSG (3-1).
Durant la saison 2013-2014, il réussit un excellent début de saison, titulaire dans la meilleure défense de Ligue 1, Lille n’a alors encaissé que 4 buts lors des 15 premières journées, record dans l’histoire du championnat de France (le club finira troisième en fin de saison).
De retour en Ligue des champions en 2014-2015, le LOSC ne passe pas le stade des barrages et réalise ensuite une mauvaise campagne de Ligue Europa après y avoir été reversé (aucune victoire en six matchs de groupe).

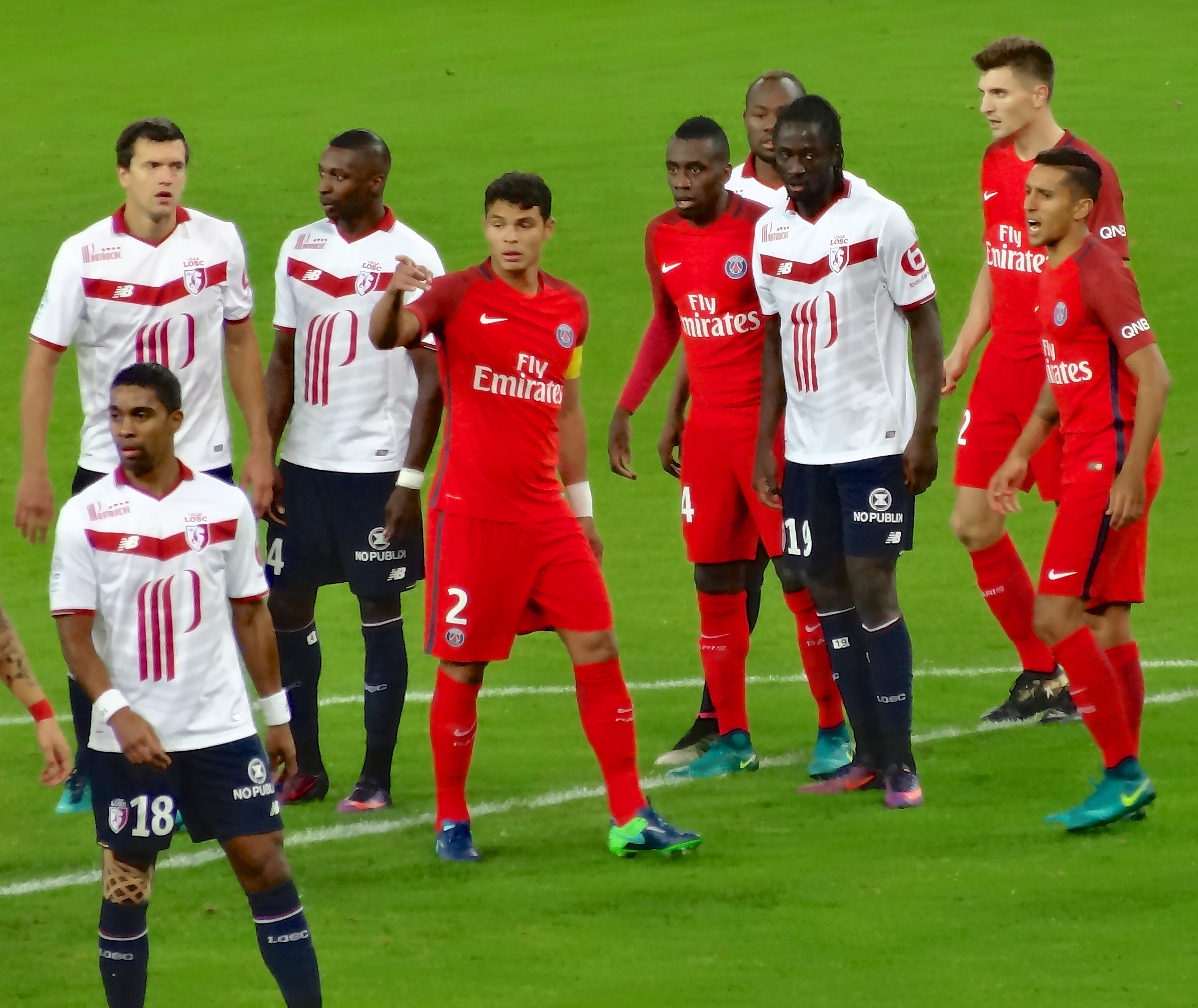
Béria (N°18 en blanc), contre le PSG en 2016.

Béria est atteint en mars 2015 d'une rupture du ligament croisé antérieur droit lors d'un match à Guingamp. Sa blessure nécessite une intervention chirurgicale et une convalescence de six mois. Il reprend en compétition officielle le 18 octobre 2015 avec la CFA 2 avant de faire son retour avec l'équipe première lors des seizièmes de finale de Coupe de la Ligue où il souffre d'une déchirure du mollet. Après deux apparitions en fin de saison, il revient sous les ordres de Frédéric Antonetti en 2016-2017.
Le 27 août 2016 à Nice, il marque pour son premier match de championnat de la saison (1-1). Le 25 septembre, il est expulsé à Saint-Étienne (défaite 3-1). Malgré les changements d'entraîneurs, il dispute ensuite la plupart des rencontres, le plus souvent en tant que titulaire. À l'issue de cette saison-là, alors que le club change d'actionnaire, Franck Béria se reconvertit comme directeur-adjoint du football au LOSC. Dans ses nouvelles fonctions, il constate les divergences entre le nouvel entraîneur Marcelo Bielsa et le directeur sportif Luis Campos, dont il est victime.
Béria est également parrain de l'association ELA. À ce titre, il participe à de nombreuses actions solidaires dans toute la région Nord-Pas-de-Calais. En octobre 2010, il participe ainsi à la dictée d'ELA. Il est également parrain de l'association Stand'Hope, association créée par huit étudiants de l'IÉSEG School of Management pour travailler avec des enfants porteurs de déficiences intellectuelles de l'IME Lelandais à Villeneuve-d'Ascq.
Lors de la rentrée 2019, il s'inscrit à la formation de manager général de club sportif dispensée par le Centre de droit et d'économie du sport de Limoges.

## Statistiques
| Saison                | Club                  | Championnat           | Championnat | Championnat | Coupe nationale | Coupe nationale | Coupe de la Ligue | Coupe de la Ligue | Supercoupe | Supercoupe | Compétition(s) continentale(s) | Compétition(s) continentale(s) | Compétition(s) continentale(s) | Total | Total |
| Saison                | Club                  | Division              | M.          | B.          | M.              | B.              | M.                | B.                | M.         | B.         | Comp.                          | M.                             | B.                             | M.    | B.    |
| 2001-2002             | FC Metz               | Division 1            | 5           | 0           | -               | -               | -                 | -                 | -          | -          | -                              | -                              | -                              | 5     | 0     |
| 2002-2003             | FC Metz               | Ligue 2               | 3           | 0           | 3               | 0               | 1                 | 0                 | -          | -          | -                              | -                              | -                              | 7     | 0     |
| 2003-2004             | FC Metz               | Ligue 1               | 11          | 0           | 1               | 0               | 1                 | 0                 | -          | -          | -                              | -                              | -                              | 13    | 0     |
| 2004-2005             | FC Metz               | Ligue 1               | 7           | 0           | -               | -               | -                 | -                 | -          | -          | -                              | -                              | -                              | 7     | 0     |
| 2005-2006             | FC Metz               | Ligue 1               | 32          | 0           | 2               | 0               | 1                 | 0                 | -          | -          | -                              | -                              | -                              | 35    | 0     |
| 2006-2007             | FC Metz               | Ligue 2               | 34          | 0           | 2               | 0               | 1                 | 0                 | -          | -          | -                              | -                              | -                              | 37    | 0     |
| Sous-total            | Sous-total            | Sous-total            | 92          | 0           | 8               | 0               | 4                 | 0                 | -          | -          | -                              | -                              | -                              | 104   | 0     |
| 2007-2008             | LOSC Lille            | Ligue 1               | 38          | 1           | 2               | 0               | 1                 | 0                 | -          | -          | -                              | -                              | -                              | 41    | 1     |
| 2008-2009             | LOSC Lille            | Ligue 1               | 23          | 0           | 2               | 0               | 1                 | 0                 | -          | -          | -                              | -                              | -                              | 26    | 0     |
| 2009-2010             | LOSC Lille            | Ligue 1               | 33          | 1           | -               | -               | 2                 | 0                 | -          | -          | C3                             | 13                             | 0                              | 48    | 1     |
| 2010-2011             | LOSC Lille            | Ligue 1               | 27          | 1           | 5               | 0               | 2                 | 0                 | -          | -          | C3                             | 7                              | 0                              | 41    | 1     |
| 2011-2012             | LOSC Lille            | Ligue 1               | 32          | 0           | 2               | 0               | -                 | -                 | 1          | 0          | C1                             | 6                              | 0                              | 41    | 0     |
| 2012-2013             | LOSC Lille            | Ligue 1               | 24          | 0           | 2               | 0               | 3                 | 0                 | -          | -          | C1                             | 6                              | 0                              | 35    | 0     |
| 2013-2014             | LOSC Lille            | Ligue 1               | 26          | 0           | 1               | 0               | -                 | -                 | -          | -          | -                              | -                              | -                              | 27    | 0     |
| 2014-2015             | LOSC Lille            | Ligue 1               | 17          | 0           | -               | -               | -                 | -                 | -          | -          | C1+C3                          | 4+4                            | 0+0                            | 25    | 0     |
| 2015-2016             | LOSC Lille            | Ligue 1               | 2           | 0           | -               | -               | 1                 | 0                 | -          | -          | -                              | -                              | -                              | 3     | 0     |
| 2016-2017             | LOSC Lille            | Ligue 1               | 28          | 1           | 1               | 0               | 1                 | 0                 | -          | -          | -                              | -                              | -                              | 30    | 1     |
| Sous-total            | Sous-total            | Sous-total            | 250         | 4           | 15              | 0               | 11                | 0                 | 1          | 0          | -                              | 40                             | 0                              | 317   | 4     |
| Total sur la carrière | Total sur la carrière | Total sur la carrière | 342         | 4           | 23              | 0               | 15                | 0                 | 1          | 0          | -                              | 40                             | 0                              | 421   | 4     |

## Palmarès

### En club

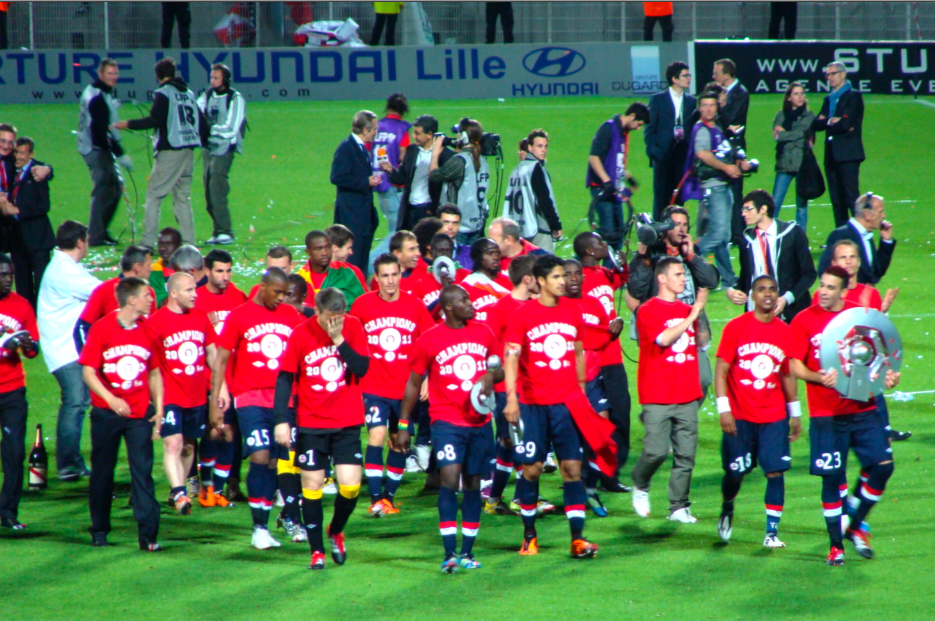
Béria (N°18 à droite), à côté de Rami et de l'Hexagoal en mai 2011.

- Champion de France en 2011 avec le Lille OSC
- Vainqueur de la Coupe de France en 2011 avec le Lille OSC
- Champion de France de Ligue 2 en 2007 avec le FC Metz
- Finaliste du Trophée des Champions en 2011 avec le Lille OSC

### EnÉquipe de France
- 3 sélections avec les Espoirs en 2004
- Vainqueur du Tournoi de Toulon en 2004 avec les Espoirs

### Distinction individuelle
- Membre de l'équipe-type de Ligue 2 en 2007